# The Naturalist on the River Amazons
The Naturalist on the River Amazons, com o subtítulo: A Record of the Adventures, Habits of Animals, Sketches of Brazilian and Indian Life, and Aspects of Nature under the Equator, during Eleven Years of Travel, é um livro de 1863 do naturalista britânico Henry Walter Bates sobre sua expedição à bacia amazônica. Bates e seu amigo Alfred Russel Wallace partiram para obter novas espécies e novas evidências de evolução por seleção natural, bem como espécimes exóticos para vender. Ele explorou milhares de quilômetros do Amazonas e seus afluentes e coletou mais de 14 000 espécies, das quais 8 000 eram novas para a ciência. Suas observações sobre a coloração das borboletas o levou a descobrir a mímica batesiana.
O livro contém uma mistura uniformemente distribuída de história natural, viagens e observação das sociedades humanas, incluindo as cidades com suas procissões católicas. Apenas as descobertas mais notáveis de animais e plantas são descritas, e teorias como evolução e mimetismo são pouco mencionadas. Bates observa que encontrar uma nova espécie é apenas o começo; ele também descreve o comportamento animal, às vezes em detalhes, como para as formigas de correição. Ele constantemente relaciona a vida selvagem com as pessoas, explicando como as pessoas caçam, o que comem e o que usam como remédios. O livro é ilustrado com desenhos de artistas de renome, incluindo E. W. Robinson, Josiah Wood Whymper, Joseph Wolf e Johann Baptist Zwecker.
No retorno de Bates à Inglaterra, ele foi encorajado por Charles Darwin a escrever sua estada de onze anos na Amazônia como um livro. O resultado foi amplamente admirado, principalmente por Darwin; outros revisores às vezes discordavam do apoio do livro à evolução, mas geralmente gostavam de seu relato sobre a jornada, o cenário, as pessoas e a história natural. O livro foi reimpresso muitas vezes, principalmente no próprio resumo efetivo de Bates para a segunda edição, que omitiu as descrições mais técnicas.
| “ | o melhor livro de Natural History Travels já publicado na Inglaterra — Charles Darwin | ” |

## Histórico de publicação
A primeira edição, em 1863, era longa e repleta de descrição técnica. A segunda edição, em 1864, foi abreviada, com a maior parte da descrição técnica removida, tornando-se um livro mais curto e mais legível, que foi reimpresso muitas vezes. Bates prefaciou a edição de 1864 escrevendo

Instado a preparar uma nova edição desta obra para um círculo mais amplo do que o contemplado na anterior, julguei conveniente condensar aquelas partes que, tratando de questões científicas abstrusas, pressupõem uma quantidade maior de conhecimento de História Natural do que um autor tem o direito de esperar do leitor em geral.— Henry Bates
Uma edição integral só foi reeditada depois de 30 anos, em 1892; apareceu junto com um 'memória' de Bates por Edward Clodd.

### Versões principais
- Bates H.W. 1863. The naturalist on the river Amazons. 2 volumes, Murray, Londres.
- Bates H.W. 1864. The naturalist on the river Amazons. 2a. ed. como um volume, Murray, Londres. [resumido pela remoção de descrições de história natural; muito reimpresso]
- Bates H.W. 1892. The naturalist on the river Amazons, with a memoir of the author by Edward Clodd. [única edição completa desde 1863, com boa biografia curta de Clodd]

## Abordagem
Em 1847, Bates e seu amigo Alfred Russel Wallace, ambos com vinte e poucos anos, concordaram que fariam juntos uma viagem de coleta à Amazônia "para resolver o problema da origem das espécies". Eles se inspiraram na leitura do livro pioneiro de 1847 do entomologista americano William Henry Edwards, A Voyage Up the River Amazon, with a residency at Pará.
Nenhum dos dois tinha muito dinheiro, então decidiram se financiar coletando e vendendo belos espécimes de pássaros e insetos. Ambos fizeram extensas viagens – em diferentes partes da bacia amazônica – criando grandes coleções de história natural, especialmente de insetos. Wallace navegou de volta para a Inglaterra em 1852 depois de quatro anos; na viagem, seu navio pegou fogo e sua coleção foi destruída; implacável, ele partiu novamente, levando eventualmente (1869) a um livro comparável, The Malay Archipelago. Quando voltou para casa em novembro de 1859, Bates havia coletado mais de 14 000 espécies, das quais 8 000 eram novas para a ciência. Suas observações sobre a coloração das borboletas o levou a descrever o que hoje é chamado de mimetismo Batesiano, onde uma espécie comestível se protege de predadores aparecendo como uma espécie com gosto ruim. O relato de Bates sobre sua estada, incluindo observações da natureza e das pessoas ao seu redor, ocupa seu livro.
Na versão resumida, há um equilíbrio entre as descrições de lugares e aventuras e a vida selvagem ali vista. O estilo é preciso, mas vívido e direto:

Os lagartos domésticos pertencem a uma família peculiar, os Geckos, e são encontrados mesmo nos aposentos mais bem cuidados, mais frequentemente nas paredes e tetos, aos quais se agarram imóveis durante o dia, sendo ativos apenas à noite. São de cores cinzentas ou acinzentadas salpicadas. A estrutura de seus pés é lindamente adaptada para se agarrar e correr sobre superfícies lisas; a parte de baixo dos dedos dos pés sendo expandida em almofadas, sob as quais dobras de pele formam uma série de placas flexíveis. Por meio deste aparelho podem caminhar ou correr sobre um teto liso com as costas para baixo; as solas chapeadas, por ação muscular rápida, esgotando e admitindo ar alternadamente. Os Geckos são muito repulsivos na aparência.— Bates, capítulo 1.
O livro começa e termina de repente. A viagem, como observa o crítico Joseph James, é dispensada em poucas palavras. As últimas linhas do livro são:

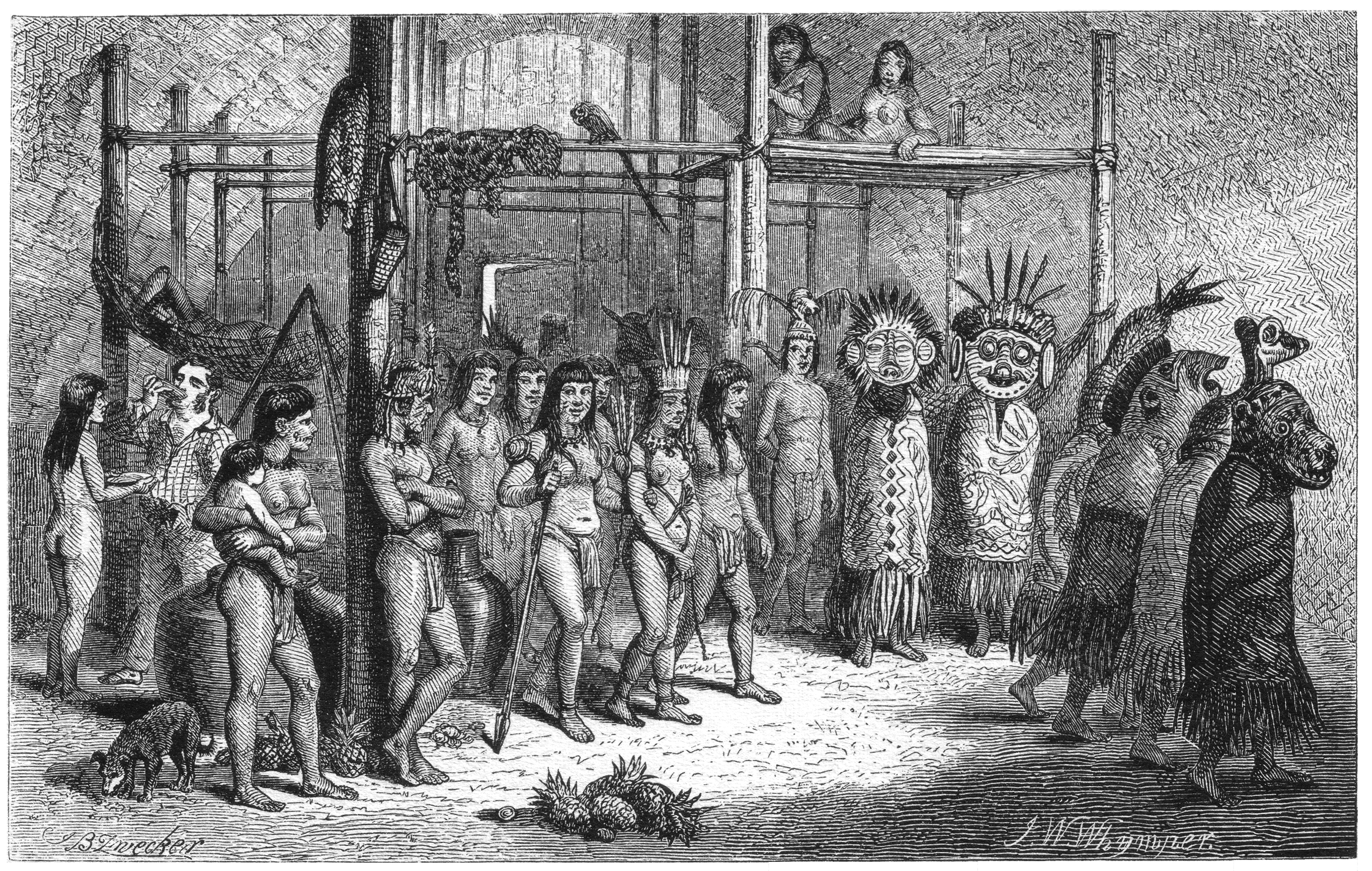
"Dança de máscaras e festa de casamento dos índios Tucuna" de Josiah Wood Whymper

No dia 6 de junho, quando em 7° 55' N. lat. e 52° 30' W. de comprimento, e portanto a cerca de 400 milhas da foz do Amazonas principal, passamos por numerosas manchas de grama flutuante misturada com troncos de árvores e folhagem murcha. Entre essas massas avistei muitos frutos daquela árvore peculiarmente amazônica, a palmeira Ubussu; esta foi a última vez que vi do Grande Rio.— Bates

## Ilustrações
São 39 ilustrações, algumas de animais e plantas, algumas de temas humanos como a "Dança-Mascarada e Festa de Bodas dos Índios Tucuna", que é assinada por Josiah Wood Whymper. Algumas ilustrações, incluindo "Pesca de Tartarugas e Aventura com Jacaré" são do ilustrador alemão Johann Baptist Zwecker; alguns, como "A Aranha Matadora de Pássaros (Mygale Avicularia) Atacando Finches" são de E.W. Robinson; outros pelo artista zoológico Joseph Wolf.

## Capítulos

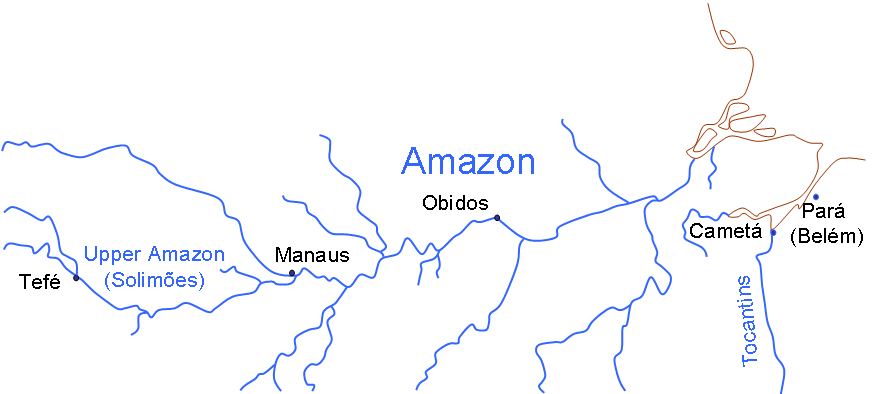
Mapa da bacia amazônica, mostrando os locais onde Bates trabalhou durante sua estada de 11 anos

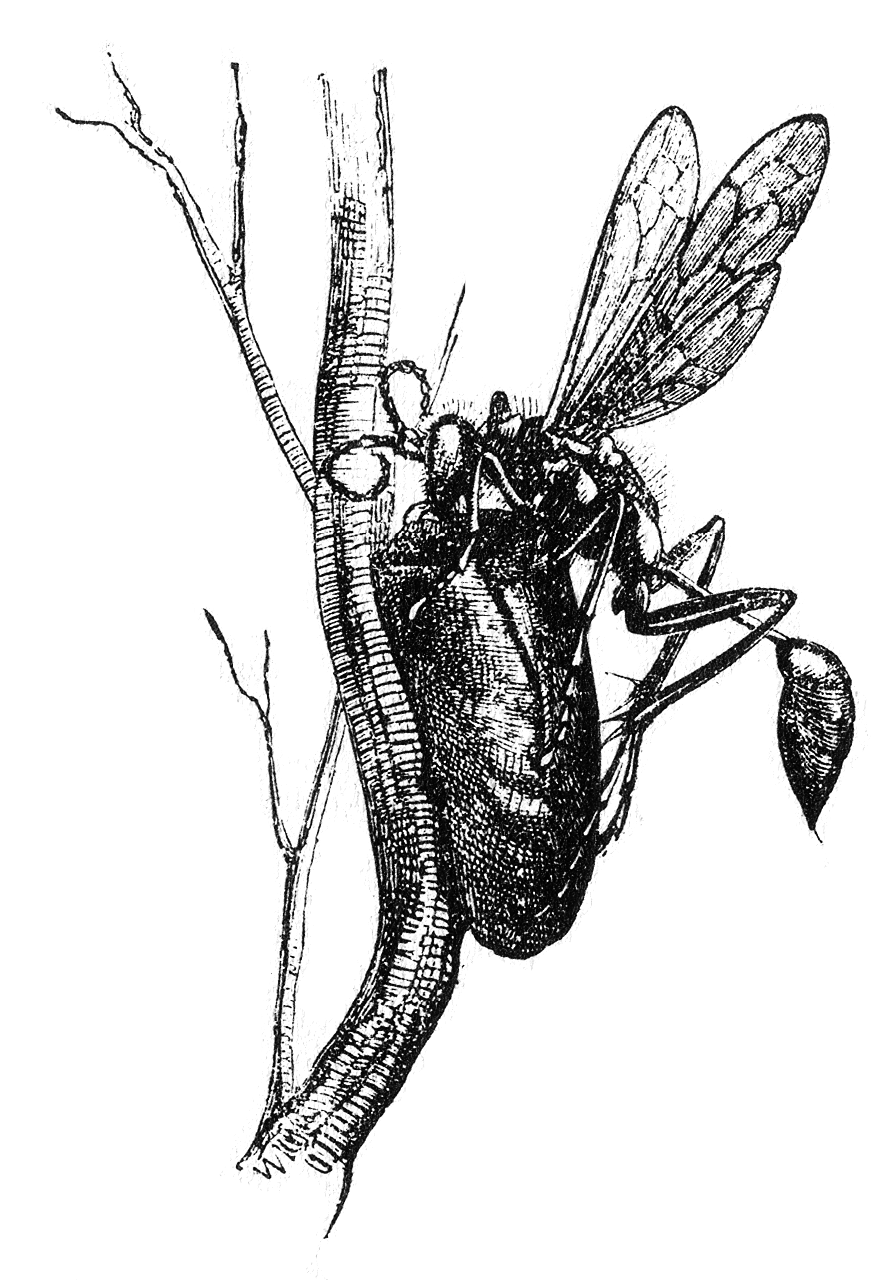
Ninho de construção de vespas Pelopaeus

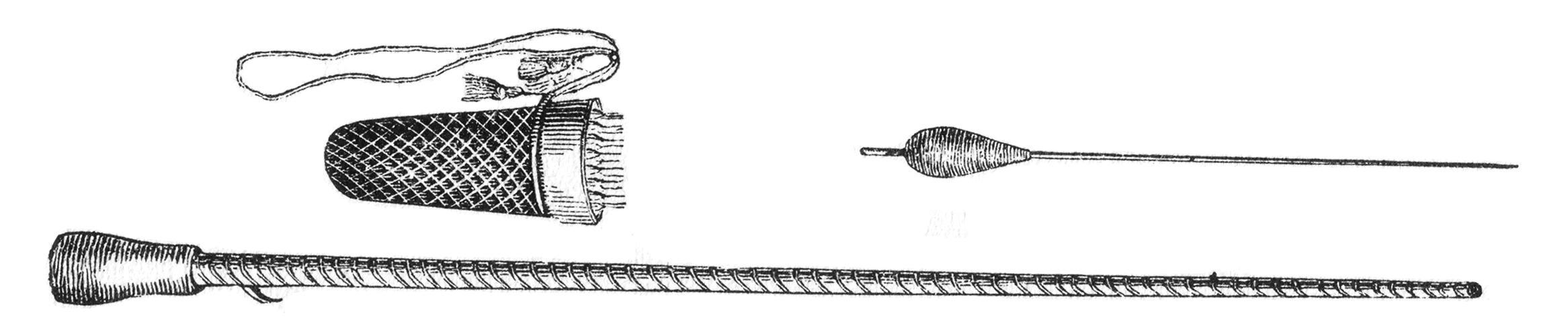
"Pistola, aljava e flecha"

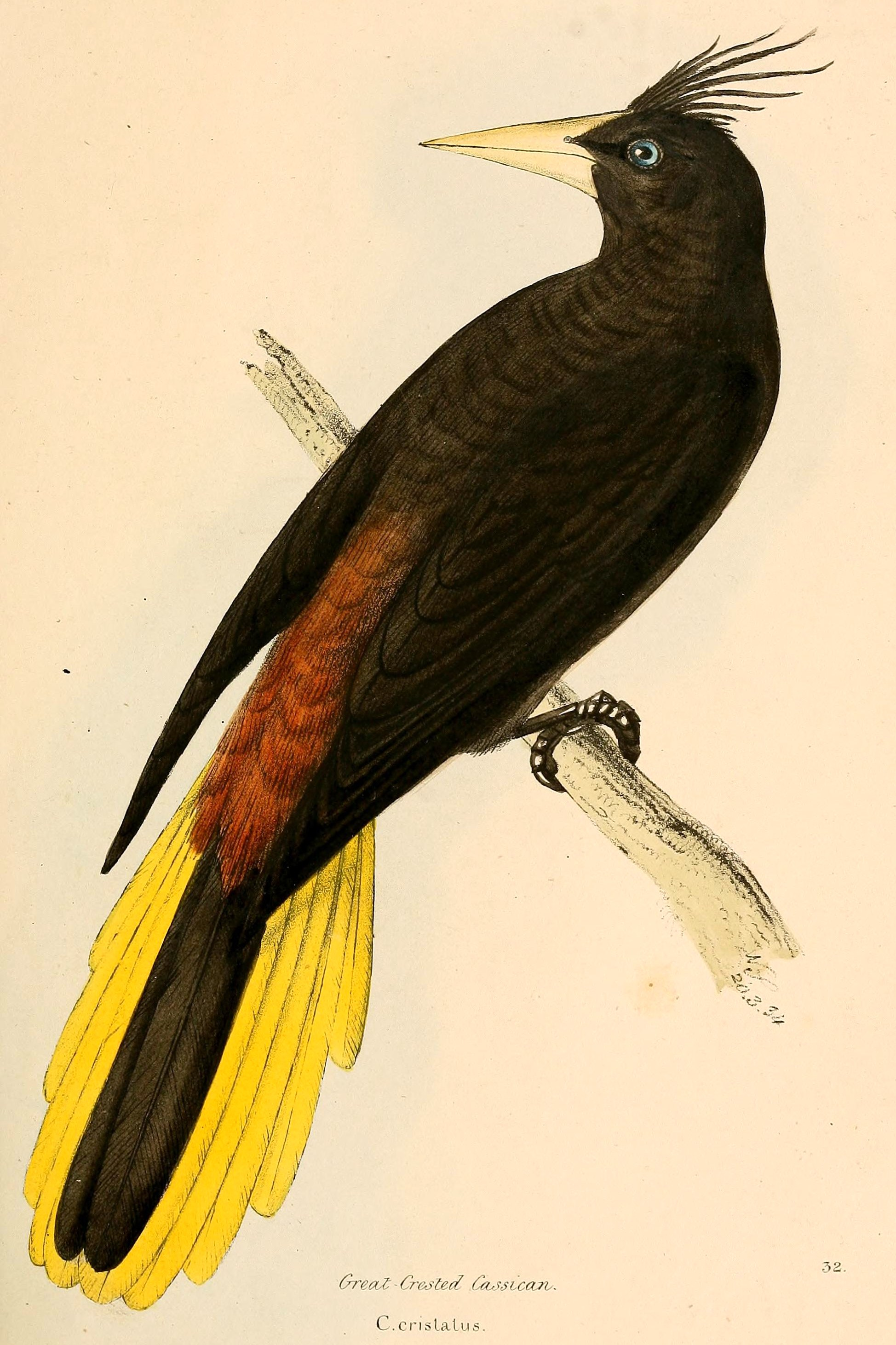
Pintura de William Swainson, 1841, da oropendola com crista, "um belo pássaro com plumagem castanha e cor de açafrão"

A estrutura da segunda edição recortada e legível de 1864 é a seguinte:
1 Pará — chegada, aspecto do país, etc. (agora Belém)
Bates chega e imediatamente começa a aprender sobre os povos e a história natural do país.

As impressões recebidas durante este primeiro passeio nunca podem desaparecer totalmente da minha mente... Entre elas estavam várias mulheres bonitas, vestidas de maneira desleixada, descalças ou com chinelos soltos; mas usando brincos ricamente decorados, e em volta do pescoço colares de contas de ouro muito grandes. Eles tinham olhos escuros expressivos e cabeleiras extraordinariamente ricas. Era mera fantasia, mas achei que a mistura de miséria, luxúria e beleza dessas mulheres estava claramente em harmonia com o resto da cena; tão impressionante, na visão, era a mistura de riquezas naturais e pobreza humana.— Bates
Ele logo percebe e descreve as formigas cortadeiras. Fica 18 meses no Pará, fazendo pequenas viagens pelo interior; a cidade é limpa e segura comparada a outras no Brasil.

2 Pará — as matas pantanosas, etc.
Bates aluga uma casa a alguns quilômetros da cidade, na orla da floresta, e logo começa a notar borboletas e palmeiras trepadeiras. Ele começa a coletar durante o dia, e faz anotações e prepara espécimes à noite. A princípio, ele fica desapontado com os poucos sinais de animais maiores, como macacos, anta ou onça. Mais tarde, ele percebe que eles existem, mas são amplamente dispersos e muito tímidos. Ele conhece um proprietário de terras que reclama do alto preço dos escravos. Há árvores colossais com troncos reforçados.
3 Pará — feriados religiosos, saguis, serpentes, insetos
Presencia procissões católicas, notadamente a festa de Nossa Senhora de Nazaré no Pará. Ele descreve os poucos macacos que podem ser vistos na área, e o estranho Amphisbaena, um lagarto sem pernas. Existem lindas borboletas Morpho de diferentes espécies e aranhas variadas, incluindo as "monstruosas" peludas.
4 O Tocantins e Cametá

Bates e Wallace sobem o rio Tocantins, alugando um barco de dois mastros, três tripulantes e levando provisões para três meses. Em Baião, ele fica surpreso ao ver os livros de um jovem, incluindo Virgílio, Terêncio, Cícero e Lívio: "uma visão inesperada, uma biblioteca clássica em uma cabana de barro e palha nas margens do Tocantins". Seu anfitrião mata um boi em sua homenagem, mas Bates é mantido acordado por enxames de ratos e baratas. Eles vêem a arara -azul que pode esmagar nozes de palma duras com o bico, e duas espécies de golfinhos de água doce, uma nova para a ciência. Bates visita Cameta; Wallace vai explorar os rios Guamá e Capim. A grande aranha comedora de pássaros (Mygalomorphae) tem pêlos urticantes: Bates manuseia o primeiro espécime "incautelosamente, e eu sofri terrivelmente por três dias". Ele vê algumas crianças conduzindo um com uma corda na cintura como um cachorro. Na viagem de volta, o barco com sua bagagem sai antes dele; quando ele o alcança, ele o encontra "vazando em todos os pontos".
5 Caripí e a Baía do Marajó
Bates fica três meses em uma velha mansão no litoral, caçando insetos com um alemão que mora na floresta. Seu quarto está cheio de quatro espécies de morcegos: um morcego de nariz de folha, Phyllostoma, o morde no quadril: "Isso foi bastante desagradável". Ele acha o tamanduá -bandeira guisado delicioso, igual a ganso. Várias vezes ele atira em mariposas beija-flores, confundindo-as com beija-flores. Ele pega uma cobra marrom-clara de 140 cm de comprimento, mas apenas 6 mm de espessura, e uma verde-clara de 180 cm de comprimento "indistinguível em meio à folhagem". Depois de ter atirado toda a caça ao redor de sua casa, ele vai caçar com um vizinho de canoa, pegando alguns roedores cutias e pacas.
6 Baixo Amazonas — Pará a Óbidos (hoje a cidade de Óbidos)
Ele descreve como os viajantes subiam o rio antes da chegada dos barcos a vapor e conta a história de explorações anteriores das Amazonas. Seus preparativos para a viagem a Óbidos incluem utensílios domésticos, provisões, munições, caixas, livros e "cinco quilos de dinheiro de cobre". Existem muitas espécies de palmeiras ao longo de um canal de rio. Uma espécie rara de jacaré e o peixe blindado Loricaria são capturados. Óbidos é uma cidade agradável de 1200 pessoas, sobre falésias de barro rosa e amarelo, cercada por plantações de cacau com quatro tipos de macaco e a enorme borboleta Morpho hecuba de até 20 cm de diâmetro, além de Heliconius borboletas voando em grande número. Obtém um grilo musical, Chlorocoelus tanana.

7 Baixo Amazonas — Óbidos a Manaus, ou a Barra do Rio Negro
Bates deixa Óbidos; ele acha as pessoas preguiçosas, caso contrário elas poderiam facilmente se sentir à vontade com a agricultura mista. Eles navegam através de uma tremenda tempestade. Ele encontra um gafanhoto Pterochroza cujas asas anteriores lembram perfeitamente folhas, o nenúfar, massas de carrapatos, o macaco bugio e grandes borboletas Morpho. Ele encontra Wallace novamente na Barra. De volta ao Pará, ele pega febre amarela.
8 Santarém
Ele descreve Santarém e os costumes de seu povo. Ele faz pequenas "excursões" pela pequena cidade. Os "índios" puros optam por construir abrigos abertos e leves, descansando dentro de redes, enquanto os de origem mista ou africana constroem cabanas de barro mais substanciais. Bembex verde-claras e outros tipos de vespas da areia. Ele lamenta que as pessoas cortem a palmeira Oenocarpus distichus para colher seus frutos, que produzem uma bebida leitosa e de nozes. Ele descreve algumas vespas e abelhas de pedreiro. Ele conhece uma "feiticeira" ou feiticeira que conhece os usos de muitas plantas, mas comenta que "todos os índios ficam céticos depois de um pouco de relacionamento com os brancos" e que sua feitiçaria "era de qualidade muito fraca", embora outros tenham mais truques perigosos.
9 Viagem pelo Tapajós
Bates aluga um barco feito de pedra para uma viagem de três meses pelo rio Tapajós. Ele se prepara para a viagem salgando carne, moendo café e colocando toda a comida em caixas de lata para manter insetos e umidade. Ele compra mercadorias como anzóis, machados, facas e contas. Ele testemunha pesca com veneno usando cipós de Paullinia pinnata. No Ponto Cajetuba ele encontra uma linha de formigas-de-fogo mortas, "uma ou duas polegadas de altura e largura", lançadas na praia "sem interrupção por quilômetros". Feridas terríveis são infligidas pela arraia e pela piranha. Seus homens fazem uma canoa de um tronco da árvore de pedra, e uma anaconda rouba duas galinhas de uma gaiola em seu barco; a cobra tem "apenas 6 metros de comprimento". Enfraquecido com uma dieta de peixe, ele come um macaco-aranha, achando delicioso. Eles notam que o rio está com marés suaves, 530 milhas (850 km) de sua foz, "uma prova da extrema planicidade da terra". Bates não se impressiona com um padre enlouquecido pela homeopatia, especialmente quando suas pílulas se mostram inúteis contra a febre.
10 Alto Amazonas — Viagem a Ega (atual cidade de Tefé)
Ele navega da Barra (continuando a história do capítulo 7) para Ega. No Solimões (Alto Amazonas) o solo é argiloso, aluvião ou húmus profundo, com rica vegetação. Eles pegam um peixe- boi (vaca marinha) que tem gosto de porco grosseiro com gordura esverdeada com sabor de peixe, e ele é muito mordido por pequenas moscas sugadoras de sangue "Pium". Pedaços de pedra-pomes flutuaram a 1 200 milhas (1 900 km) dos vulcões dos Andes. Bates observa um grande deslizamento de terra no qual massas de árvores gigantescas balançam para lá e para cá. Ele observa que há desconfortos, mas "quase nenhum perigo de animais selvagens". Ele fica desesperado pela sociedade intelectual, ficando sem material de leitura, até mesmo os anúncios no jornal Athenaeum. Ele descreve a comida e frutas em Ega, e as estações curiosas, com duas estações chuvosas e duas secas a cada ano, o rio subindo e descendo duas vezes. As pessoas comem tartarugas regularmente.
11 Excursões no Bairro da Ega
Bates vai caçar com um nativo, que derruba uma oropêndola de crista com uma zarabatana a uma distância de 30 jardas (27 metros); ele observa que a arma silenciosamente útil pode matar com o dobro desse alcance, mas que ele e Wallace "acharam muito difícil manter firmes os longos tubos". Ao redor de uma fogueira, ele ouve contos; o Bouto ou boto-do-rio costumava assumir "a forma de uma bela mulher, com os cabelos soltos até aos calcanhares, e desembarcando à noite nas ruas de Ega, para atrair os jovens para a água" onde o Bouto agarrava eles e "mergulhar sob as ondas com um grito triunfante". Eles vão caçar tartarugas; e Bates mata um jacaré com uma vara pesada. Ele encontra muitas pegadas doença, e "o grande prazer" de ver o "raro e curioso pássaro guarda-chuva". Chegado a Catua, admira uma mulher de 17 anos: "a sua figura era quase impecável", e a sua boca azul "deu um acabamento bastante cativante à sua aparência", mas ela era "extremamente tímida". Ele se espanta com a quantidade de álcool que as "tímidas índias e mamelucas" podem beber, sem nunca dar lugar a seus pretendentes.

12 Animais do Bairro da Ega
Tendo descoberto mais de 3 000 novas espécies em Ega, Bates concorda que a descoberta “forma apenas um pequeno item no interesse pertencente ao estudo da criação viva”. Ele descreve os macacos de cara escarlate e outros, "um animal curioso", o kinkajou, morcegos e tucanos. Ele encontrou 18 espécies "de verdadeiras borboletas Papilio (rabo de andorinha) e cerca de 550 espécies de borboletas ao todo em Ega, entre mais de 7 000 espécies de insetos. Ele descreve alguns insetos incomuns e seu comportamento, incluindo uma mariposa que suspende seu casulo em uma seda longa e forte fio, que embora conspícuo é difícil para os pássaros atacarem. Ele descreve detalhadamente várias espécies de Eciton ou formigas do exército, notando que relatos confusos deles apareceram em livros de viagem, depois copiados em histórias naturais.
13 Excursões além da Ega
Em novembro de 1856, Bates viaja num barco a vapor de Ega rio acima até Tunantins; ele viaja a noite toda, apesar da escuridão densa, e faz os 380 km em quatro dias, com o capitão ao volante quase o tempo todo. Ele tem o prazer de descobrir uma nova borboleta, Catagramma excelsior, a maior de seu gênero. Acha gloriosa a floresta paulistana, escrevendo que cinco anos não seriam suficientes "para esgotar os tesouros de seu bairro em Zoologia e Botânica ":

Em novembro de 1856, Bates viaja num barco a vapor de Ega rio acima até Tunantins; ele viaja a noite toda, apesar da escuridão densa, e faz os 380 km em quatro dias, com o capitão ao volante quase o tempo todo. Ele tem o prazer de descobrir uma nova borboleta, Catagramma excelsior , a maior de seu gênero. Acha gloriosa a floresta paulistana, escrevendo que cinco anos não seriam suficientes "para esgotar os tesouros de seu bairro em Zoologia e Botânica ":— Bates

## Notes
1. ↑  Bates was 22, Wallace was 24.

### Primárias
Esta lista identifica os lugares no livro de onde vêm as citações.
1. ↑  Bates, 1864. page xv.
2. ↑  Bates, 1864. p. 359.
3. ↑  Bates, 1864. p. 97.
4. ↑  Bates, 1864. pp. 3–4.
5. ↑  Bates, 1864. pp. 10–14.
6. ↑  Bates, 1864. p. 23.
7. ↑  Bates, 1864. p. 75.
8. ↑  Bates, 1864. pp. 76–77.
9. ↑  Bates, 1864. pp. 79–80.
10. ↑  Bates, 1864. p. 88.
11. ↑  Bates, 1864. p. 89.
12. ↑  Bates, 1864. pp. 95–97.
13. ↑  Bates, 1864. pp. 100–101.
14. ↑  Bates, 1864. p. 108.
15. ↑  Bates, 1864. p. 109.
16. ↑  Bates, 1864. p. 115.
17. ↑  Bates, 1864. p. 116.
18. ↑  Bates, 1864. p. 124.
19. ↑  Bates, 1864. p. 135.
20. ↑  Bates, 1864. p. 139.
21. ↑  Bates, 1864. pp. 141–142.
22. ↑  Bates, 1864. p. 149.
23. ↑  Bates, 1864. pp. 156–157.
24. ↑  Bates, 1864. pp. 165–167.
25. ↑  Bates, 1864. p. 170.
26. ↑  Bates, 1864. p. 201.
27. ↑  Bates, 1864. p. 219.
28. ↑  Bates, 1864. pp. 221–223.
29. ↑  Bates, 1864. pp. 224–225.
30. ↑  Bates, 1864. pp. 225–229.
31. ↑  Bates, 1864. p. 234.
32. ↑  Bates, 1864. p. 238.
33. 1 2  Bates, 1864. p. 242.
34. ↑  Bates, 1864. p. 244.
35. ↑  Bates, 1864. p. 247.
36. ↑  Bates, 1864. p. 265.
37. ↑  Bates, 1864. p. 262–263.
38. ↑  Bates, 1864. p. 266.
39. ↑  Bates, 1864. p. 269.
40. ↑  Bates, 1864. p. 250.
41. ↑  Bates, 1864. p. 281.
42. ↑  Bates, 1864. p. 290.
43. ↑  Bates, 1864. p. 295–296.
44. ↑  Bates, 1864. p. 298.
45. ↑  Bates, 1864. p. 300.
46. ↑  Bates, 1864. p. 307.
47. ↑  Bates, 1864. p. 308.
48. ↑  Bates, 1864. pp. 326–330.
49. 1 2  Bates, 1864. pp. 338–340.
50. ↑  Bates, 1864. p. 357.
51. ↑  Bates, 1864. p. 358.
52. ↑  Bates, 1864. pp. 374–375.
53. ↑  Bates, 1864. pp. 366–367.
54. ↑  Bates, 1864. p. 388.
55. ↑  Bates, 1864. p. 414.
56. 1 2  Bates, 1864. p. 447.